# Faverges
Faverges ist eine Commune déléguée in der französischen Gemeinde Faverges-Seythenex mit 6.943 Einwohnern (Stand: 1. Januar 2018) im Département Haute-Savoie in der Region Auvergne-Rhône-Alpes.

## Geographie
Faverges liegt auf 507 m über dem Meeresspiegel, etwa elf Kilometer nordwestlich von Albertville und 22 Kilometer südöstlich der Stadt Annecy (Luftlinie). Das Städtchen erstreckt sich am südlichen Rand der breiten Talfurche von Faverges, welche die Bornes-Alpen im Norden vom Massiv der Bauges im Süden trennt, genau auf der Talwasserscheide zwischen den Einzugsbereichen des Lac d’Annecy und der Isère.
Zu Faverges gehörten neben dem eigentlichen Städtchen auch zahlreiche Weilersiedlungen und Gehöfte, darunter:
- Frontenex (675 m) im Tal von Tamié am Westfuß der Dent de Cons
- Verchères (620 m) am Westfuß der Dent de Cons
- Le Villaret (553 m) am Zusammenfluss von Ruisseau de Tamié und Saint-Ruph
- Les Roux (640 m) auf einer Geländeterrasse am Eingang ins Vallon de Saint-Ruph
- Glaise (780 m) am Eingang ins Vallon de Saint-Ruph
- Favergettes (510 m) westlich von Faverges an der Eau Morte
- Englannoz (500 m) am südlichen Rand der Talfurche von Faverges
- Viuz (500 m) am nördlichen Rand der Talfurche von Faverges
- Le Noyeray (510 m) am nördlichen Rand der Talfurche von Faverges, an Saint-Ferréol anschließend
- La Balmette (500 m) am nördlichen Rand der Talfurche von Faverges
- Mercier (490 m) am nördlichen Rand der Talfurche von Faverges
- Vesonne (480 m) am nördlichen Rand der Talfurche von Faverges am Eingang in das Tal von Montmin
- Villard (480 m) am nördlichen Rand der Talfurche von Faverges
- Mont-Bogon (600 m) am Aufstieg zum Col de la Forclaz

Nachbarorte von Faverges sind Montmin und Saint-Ferréol im Norden, Cons-Sainte-Colombe und Mercury im Osten, Seythenex im Süden sowie Giez und Doussard im Westen.

## Geschichte
Das Gemeindegebiet von Faverges war schon sehr früh besiedelt. An der Stelle des heutigen Ortsteils Viuz, einem strategisch wichtigen Punkt an einer Engstelle der Talfurche von Faverges, befand sich die römische Niederlassung Casuaria, in der heute Ausgrabungen stattfinden.
Erstmals urkundlich erwähnt wird Faverges im 12. Jahrhundert unter dem Namen Fabricae. Der Ortsname geht auf das lateinische Wort fabrica (Werkstätte, Schmiede) zurück. Bereits um diese Zeit gab es entlang dem Wasserlauf der Eau Morte mehrere Schmieden, Nagelschmieden und Gerbereien. Hier wurden die Eisen-, Kupfer- und Kohlevorkommen der Gegend verarbeitet. Im 13. Jahrhundert wurde die Burg errichtet und Faverges entwickelte sich zum Mittelpunkt einer Herrschaft. Das mittlerweile befestigte Handwerkerstädtchen erhielt im 14. Jahrhundert gewisse Freiheitsrechte.
Mit der Industrialisierung wandelte sich die handwerkliche Tätigkeit allmählich. Im Jahre 1811 wurde im Schloss eine Weberei und eine Fabrik für Baumwollverarbeitung und etwas später eine Seidenfabrik eingerichtet, die 1902 von der Schweizer Firma Stünzi Söhne Seidenwebereien gekauft wurde. Zu Beginn des 20. Jahrhunderts siedelten sich mit den Firmen S.T. Dupont (Luxusprodukte wie Lederwaren und Feuerzeug) und Stäubli (Produkte im Textil- und mechanischen Bereich) neue bedeutende Arbeitgeber an.
Die Gemeinde Faverges wurde mit Wirkung vom 1. Januar 2016 mit der früheren Gemeinde Seythenex fusioniert und zur Commune nouvelle Faverges-Seythenex zusammengelegt. Sie gehörte zum Arrondissement Annecy und zum Kanton Faverges-Seythenex.

## Sehenswürdigkeiten
Die Kirche Saint-Pierre im klassischen Stil erhielt ihre heutige Gestalt im 19. Jahrhundert. Im Stil der Neugotik wurde die Chapelle de l’Annonciation erbaut. In Viuz steht die Kirche Saint-Jean-Baptiste, die ursprünglich auf das 12. Jahrhundert zurückgeht und zu einem Priorat gehörte. Das romanische Schiff wurde 1827 vergrößert und der Glockenturm im 19. Jahrhundert erhöht. Bei Ausgrabungen wurden hier Fundamente einer frühchristlichen Kirche aus dem 6. Jahrhundert gefunden. Auf einem Hügel über dem Städtchen Faverges steht das Schloss, dessen Wahrzeichen der runde Bergfried aus dem 13. Jahrhundert bildet. Die heutigen Schlossgebäude stammen zum großen Teil aus dem 17. Jahrhundert.
Das archäologische Museum von Viuz-Faverges zeigt zahlreiche Gegenstände, die bei den Ausgrabungen von Casuaria zutage gefördert wurden sowie weitere Fundstücke aus dem Neolithikum und der Burgunderzeit. Im Schloss von Faverges gibt es ein Schmetterlingsmuseum. Zu den Natursehenswürdigkeiten gehören der Wasserfall des Baches Saint-Ruph und eine daneben liegende Höhle.

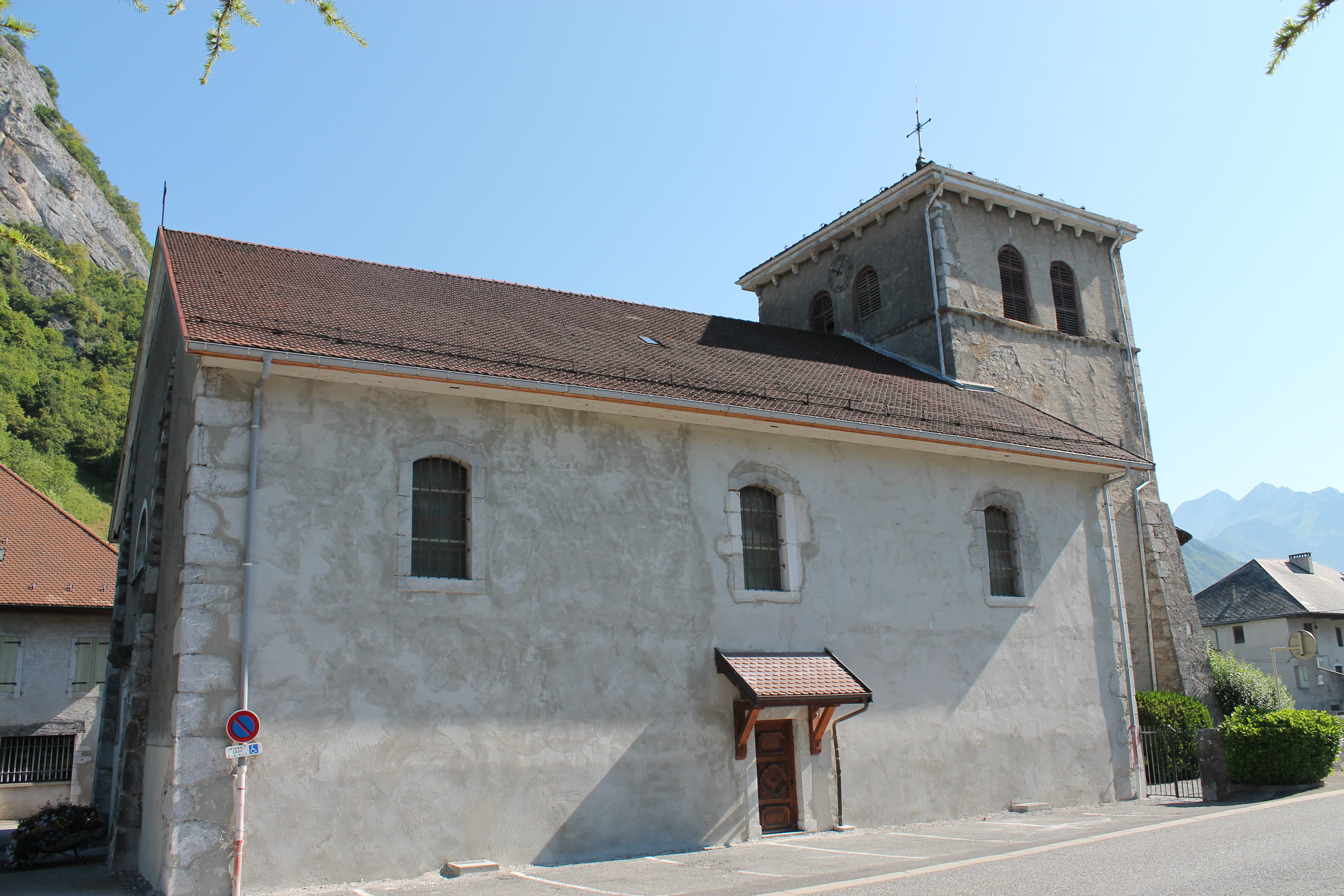
Kirche Saint-Jean-Baptiste im Weiler Viuz
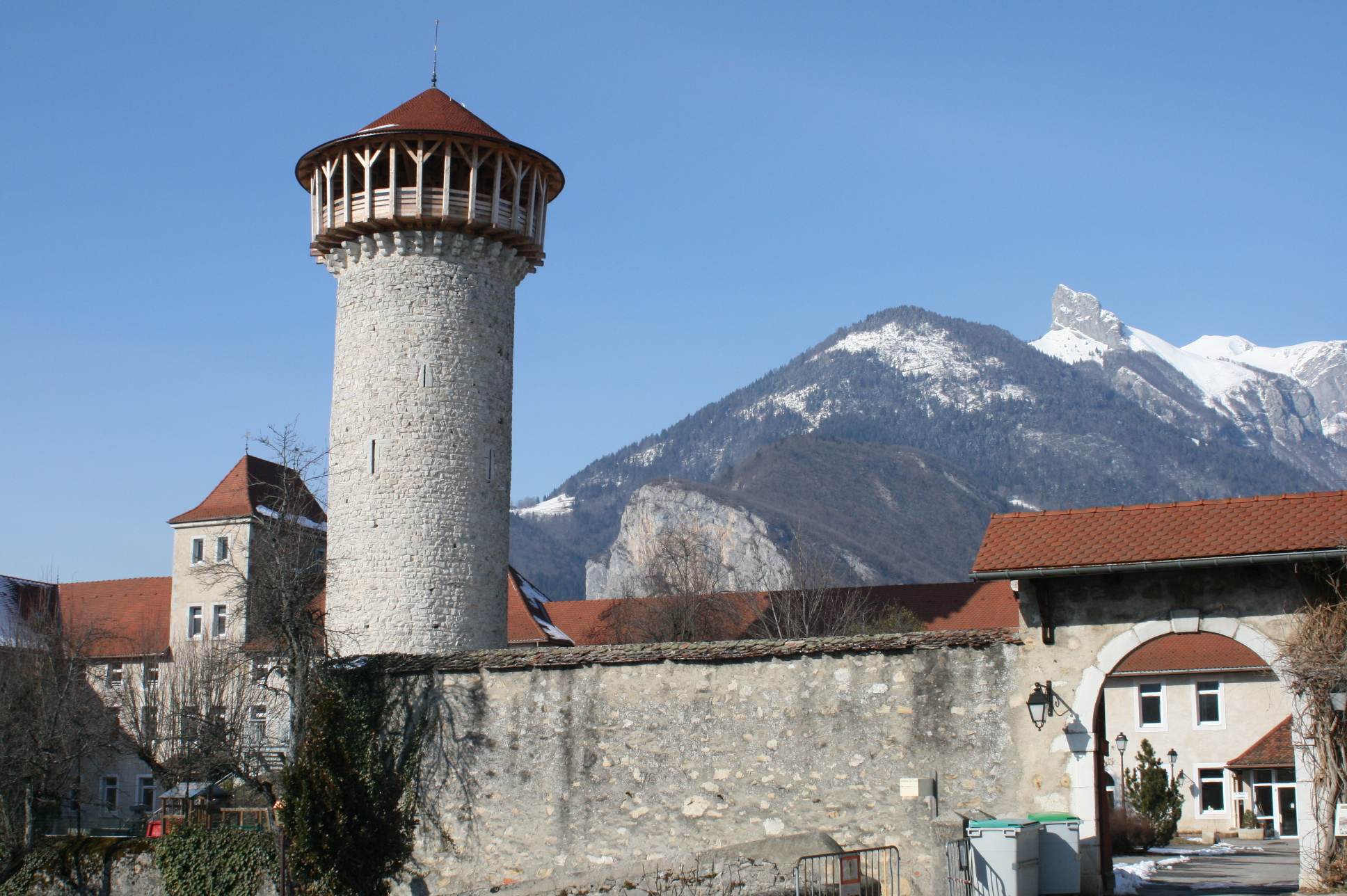
Schloss Faverges
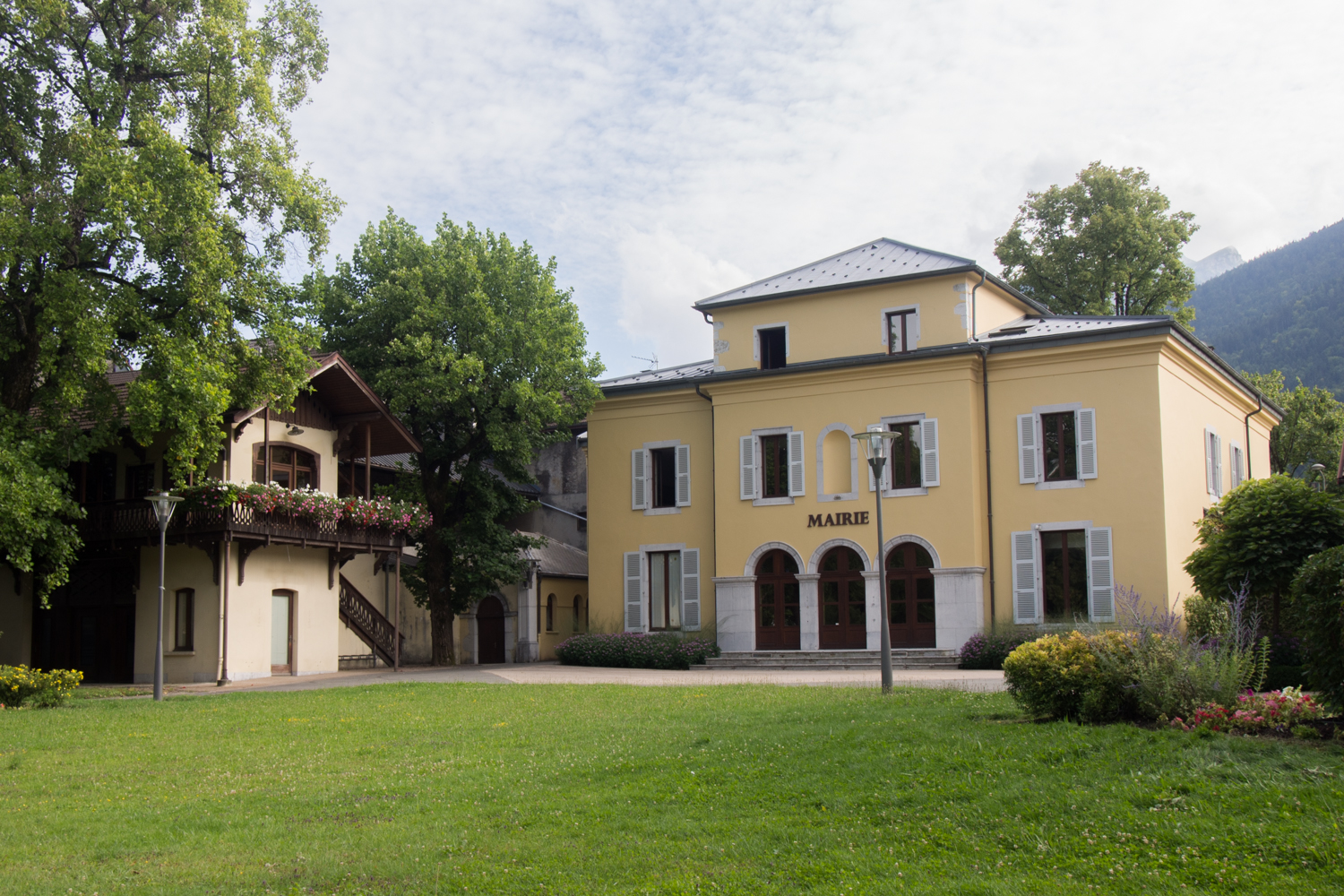
Rathaus
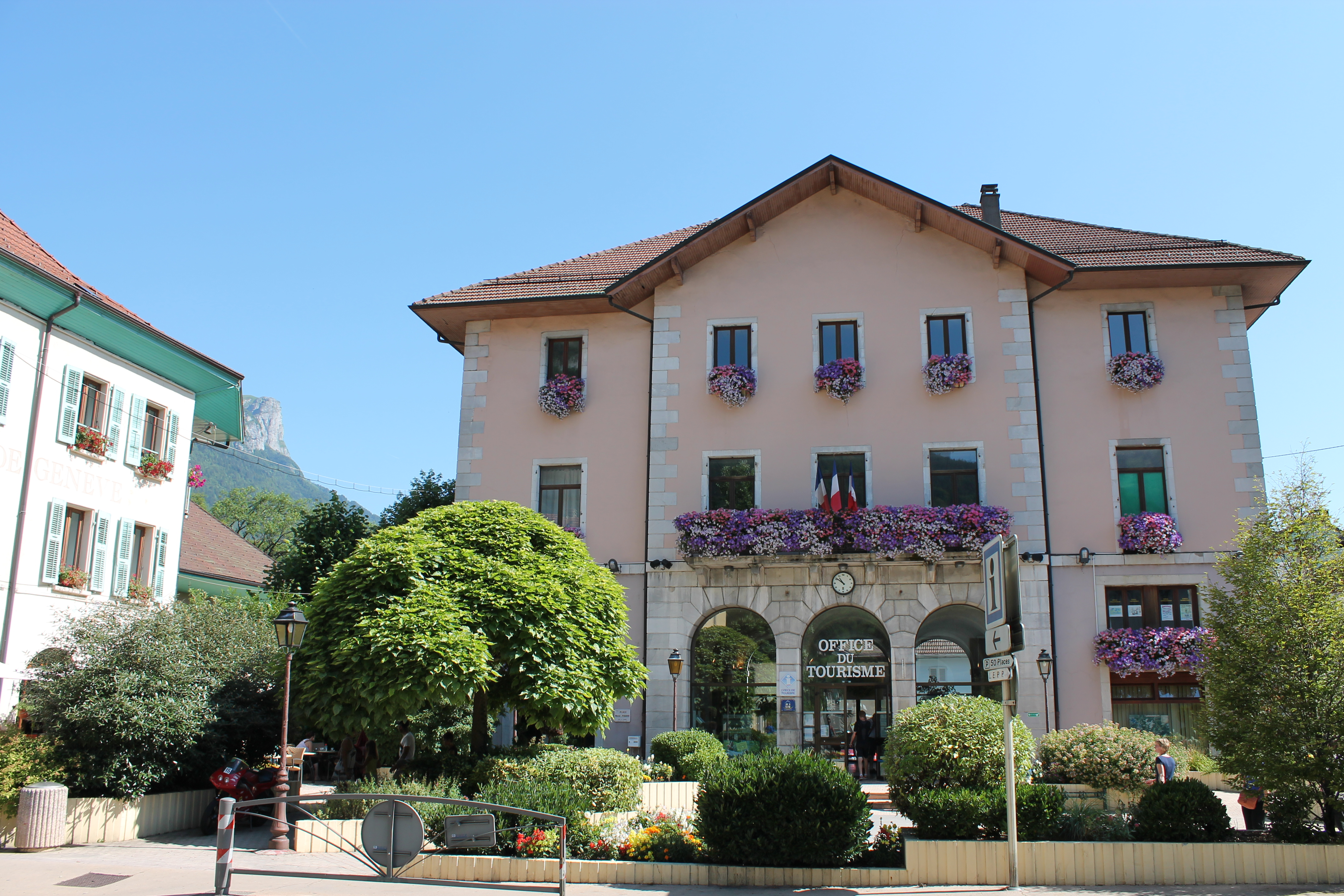
Ehemaliges Rathaus, heute Tourismusbüro
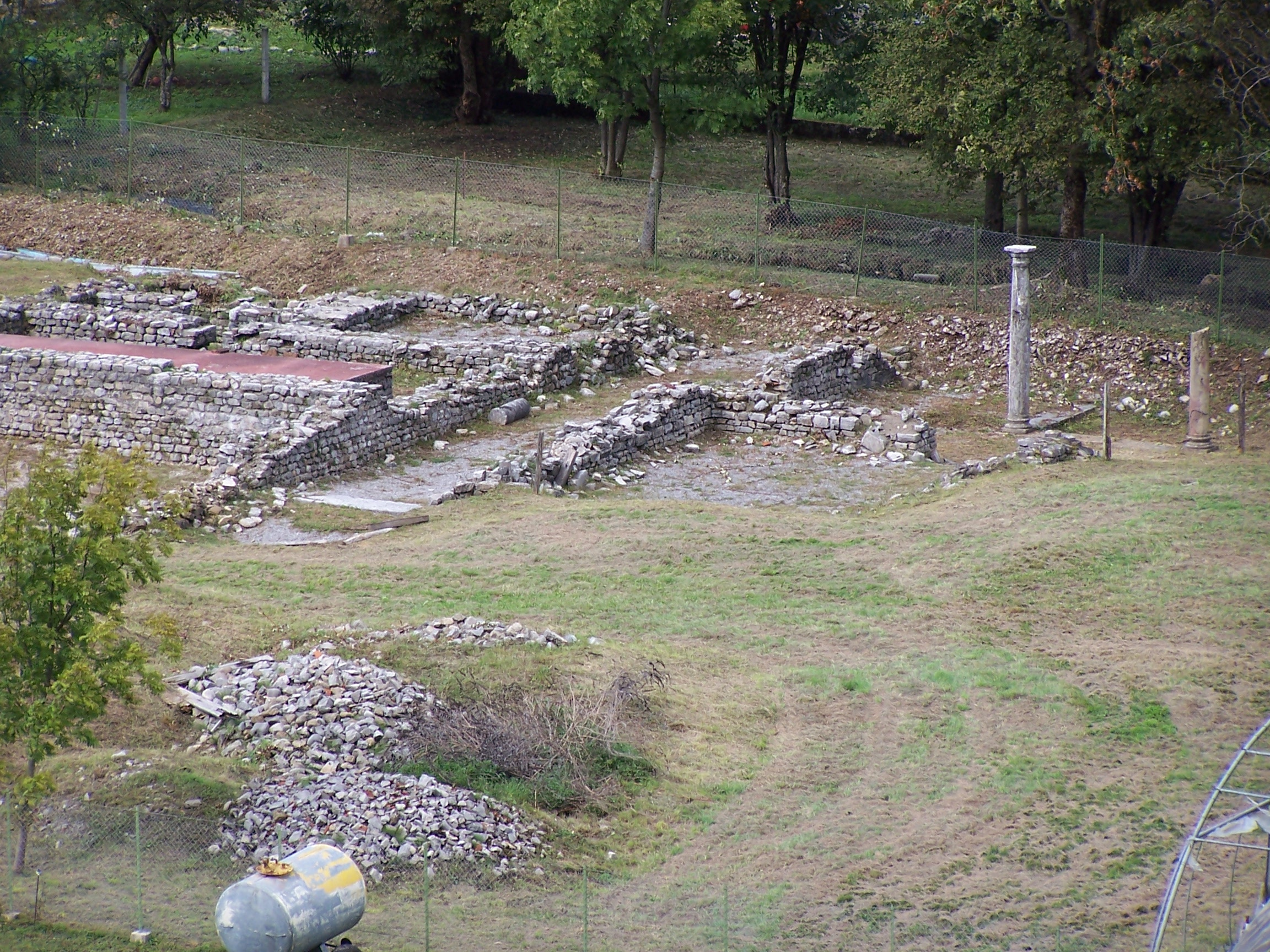
Reste einer römischen Villa
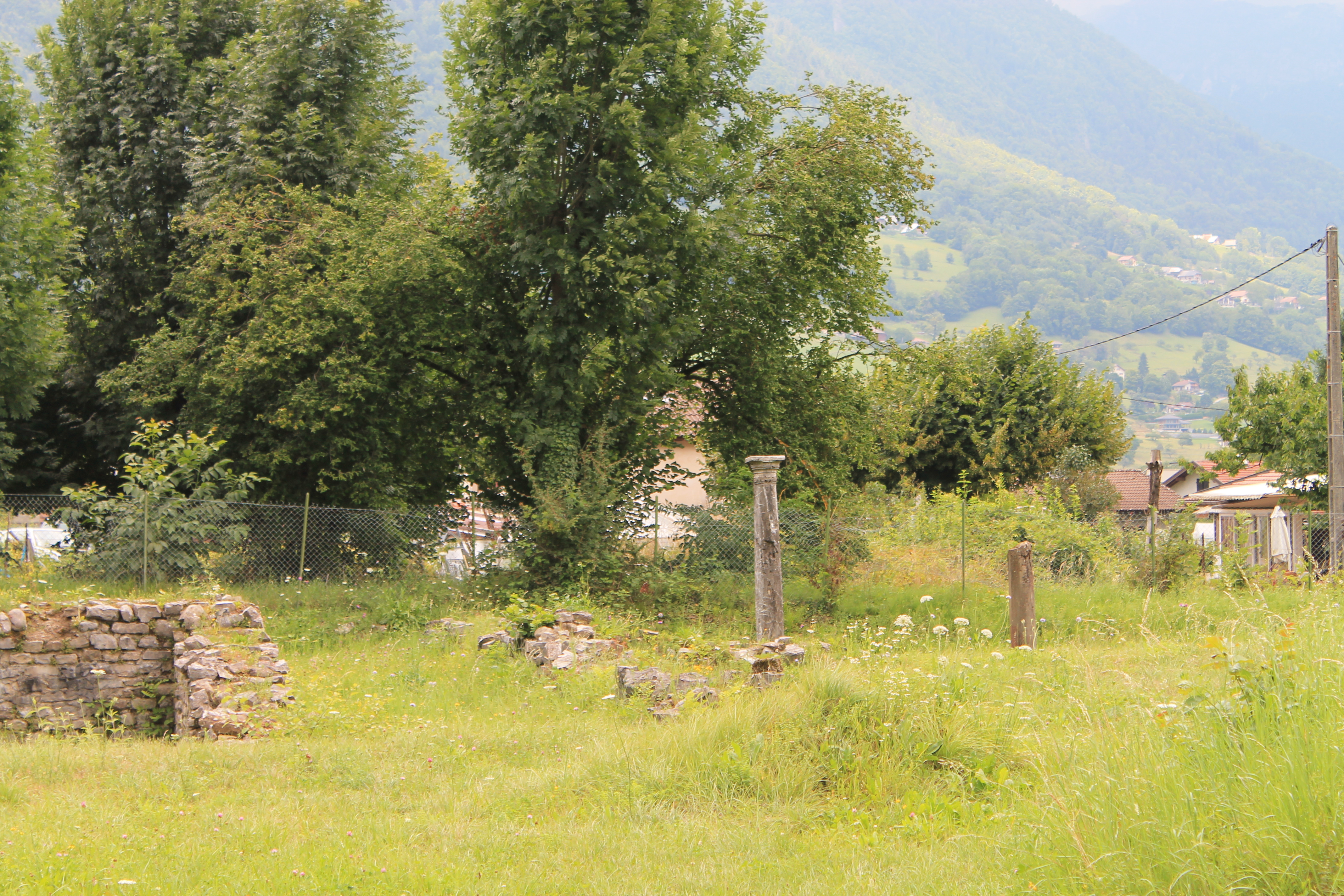
Reste der antiken Therme

## Bevölkerung
| Bevölkerungsentwicklung | Bevölkerungsentwicklung |
| Jahr                    | Einwohner               |
| ----------------------- | ----------------------- |
| 1962                    | 3960                    |
| 1968                    | 4653                    |
| 1975                    | 5186                    |
| 1982                    | 6177                    |
| 1990                    | 6334                    |
| 1999                    | 6310                    |
| 2006                    | 6533                    |
| 2012                    | 6970                    |
| 2018                    | 6943                    |

Im Verlauf des 20. Jahrhunderts nahm die Einwohnerzahl kontinuierlich zu, wobei besonders hohe Zuwachsraten während der 1970er Jahre verzeichnet wurden. Seit Mitte der 80er Jahre wurden nur noch geringe Schwankungen registriert.

## Gemeindepartnerschaft
Mit der Gemeinde Bühlertal in Deutschland unterhielt Faverges seit 1990 eine Partnerschaft.

## Wirtschaft und Infrastruktur
Seit alters her war das Leben in Faverges durch Handwerk und Industrie geprägt. Heute ist Faverges ein bedeutender Industriestandort. Zu den wichtigen Branchen zählen die feinmechanische Industrie, Ofen- und Küchenbau, Metallbau sowie Transportgewerbe. Eine Industriezone entwickelte sich in der Talebene nördlich des Städtchens, beidseits der nun stillgelegten Bahnlinie.
Die Ortschaft ist verkehrsmäßig gut erschlossen. Sie liegt an der Route nationale 508, die von Annecy nach Albertville führt. Heute ist Faverges durch eine Ortsumfahrung vom Durchgangsverkehr entlastet. Weitere regionale Straßenverbindungen bestehen mit Thônes sowie über den Col de Tamié mit Frontenex. Der nächste Anschluss an die Autobahn A430 befindet sich in einer Entfernung von rund 23 km. 1901 wurde Faverges an das französische Eisenbahnnetz angeschlossen, die Linie ist jedoch seit mehreren Jahren stillgelegt. Die Bahntrasse wurde stattdessen zu einem Fahrradweg ausgebaut, der von Ugine über Faverges nach Annecy führt.